# Zao (Zeuhl-Band)
Zao (auch ZAO geschrieben) war eine französische Progressive-Rock- und Fusion-Band, die im Jahr 1973 gegründet wurde.

## Bandgeschichte
Zwei ehemalige Magma-Musiker, der Saxophonist und Klarinettist Yochk’o Seffer und der Pianist François Cahen, gründeten die Band. Sie hatten Magma nach deren zweitem Album 1001° Centigrades verlassen, weil sie dort nicht mehr genug Freiheit zur Verwirklichung ihrer musikalischen Ideen fanden. Zwischenzeitlich gehörte auch Didier Lockwood zur Besetzung. Der musikalische Stil Zaos war anfangs noch vom Zeuhl der frühen Magma-Werke geprägt und nahm im Laufe der Zeit zunehmend Elemente aus Jazz und Fusion auf. Der Bandname entstammt Motiven aus der Kabbala.
Ihr Debütalbum Z=7L nahm die Band im August 1973 auf. Auch wenn sie musikalisch noch Magma ähnelt und als Zeuhl betrachtet werden kann, ist sie weniger aggressiv, jazziger und lässt mehr Raum für Improvisationen. Es folgte eine Reihe von Konzerten in kleinen Sälen und ein Auftritt auf dem Festival Fête de l’Humanité im September 1973. Auf der Rückfahrt von einem Konzert in Tours Anfang 1974 wurden Jean-Yves Rigaud und Faton Cahen bei einem Autounfall verletzt, weswegen Chaen bis zum Frühsommer von Siegfried Kessler vertreten wurde. Im September 1974 begab sich die Band für die Aufnahme von Osiris wieder ins Studio, diesmal ohne Sängerin Mauricia Platon, aber mit Unterstützung der beiden Schlagzeuger Marc Chantereau und Pierre „Ty Boum“ Guignon. Noch vor der Veröffentlichung des Albums, auf dem von Richard Pinhas neu gegründeten Musiklabel Disjuncta, verließ Jean-Yves Rigaud die Band. Es folgte eine Tournee als Quartett mit der Besetzung Cahen, Seffer, Dugrenot und Truong.
Anfang 1975 beschloss die Band der Besetzung ein Streichquartett hinzuzufügen und ging auf eine neue Tournee, die am 29. März im Pariser Olympia endete. Kurz drauf verließ Joël Dugrenot Zao, um sich Cyrille Verdeauxs Band Clearlight anzuschließen. An seine Stelle trat Gérard Prévost. Im Juli 1975 wurde das Album Shekina aufgenommen, gefolgt von weiteren Konzerten, darunter ein zweiter Auftritt am 16. Dezember im Pariser Olympia und eine Tournee durch Kamerun im Februar 1976. Im September 1976 wurde das Album Kawana eingespielt, bei dem das Streichquartett durch den Geiger Didier Lockwood ersetzt wurde, der kurz zuvor bei Magma ausgestiegen war. Diese Besetzung war jedoch nur von kurzer Dauer, Seffer verließ nach einigen Konzerten das Ensemble und wurde von François Debricon ersetzt. Am 5. Dezember 1976 wurde ein Konzert in Jacky Barbiers Jazzclub A L'Ouest de la Grosne in Bresse-sur-Grosne aufgezeichnet, aber erst im Jahr 2004 als Live! auf Musea veröffentlicht. Für die Aufnahmen zum Alum Typhareth Ende 1977 spielte Manu Katché Jean-My für Truong am Schlagzeug. Schließlich traten Lockwood und Truong aus, um die Band Surya zu gründen, worauf sich Zao auflöste.
Seit Auflösung 1977 gab es gelegentliche Reunions von Zao. Am 6. Juni 1986 kam die Band anlässlich der Neuauflage des Albums Z=7L für einen Auftritt im Rex Club zusammen.
1994 fand sich die Band zur Produktion des Albums Akhenaton zusammen, dessen Albumtitel von Cahen vorgeschlagen wurde. Cahen spielte Klavier, Seffer Sopransaxophon und Dominique Bertram spielte Bassgitarren. Letzterer hatte Prévost bereits 1976 und bei der Wiedervereinigung 1986 für einige Konzerte hatte. Patrick Tilleman spielte Violine und Truong Schlagzeug. Danach pausierte die Band erneut. 2004 folgte eine Tournee durch Japan, auf der das Livealbum Zao In Tokyo entstand, auf dem sich wieder mehr Zeuhl-Elemente finden.
Im September 2005 wurde das Album Zao Family aufgenommen. Es erschien im April 2006 unter dem Namen Faton Cahen - Yochk'o Seffer Septet und nicht als Zao. Es folgte eine Konzertreihe, bei denen gelegentlich Gastmusiker wie Lockwood oder Didier Malherbe auftraten und die im Februar 2008 in Épinal abgeschlossen wurde. Das vorerst letzte Album Ethnic-3, ein Livealbum, erschien 2008. Zu diesem Zeitpunkt bestand Zao aus Cahen, Seffer und François Causse am Schlagzeug.
François Cahens Tod am 13. Juli 2011 markierte das endgültige Ende der Band. Es folgte ein Gedenkkonzert ehemaliger Zao-Mitglieder und weiterer Musikerkollegen am 17. Januar 2012 im Pariser Club New Morning.

## Diskografie
- 1973: Z=7L (Vertigo Records)
- 1975: Osiris (Disjuncta/Urus Records)
- 1975: Shekina (RCA Records)
- 1976: Kawana (RCA)
- 1977: Typhareth (RCA)
- 1994: Akhenaton (Musea)
- 2003: Live! (Musea)
- 2007: In Tokyo (Musea)